# Papirnea, Terebovlea
Papirnea (în ucraineană Папірня) este un sat în comuna Budaniv din raionul Terebovlea, regiunea Ternopil, Ucraina.

## Demografie
Componența lingvistică a localității Papirnea
     Ucraineană (100%)
Conform recensământului din 2001, toată populația localității Papirnea era vorbitoare de ucraineană (100%).